# Mala Sakonhninhom
Mala Sakonhninhom   (4 de febrer de 1965) és una velocista laosiana. Va competir en la prova dels 100 metres llisos femení als Jocs Olímpics d'Estiu de 1988.